# Воднянці (Добрицька область)
Водня́нці (болг. Воднянци) — село в Добрицькій області Болгарії. Входить до складу общини Добричка.

## Населення
За даними перепису населення 2011 року у селі проживала 301 особа.
Національний склад населення села:
| Національність   | Кількість осіб | Відсоток |
| ---------------- | -------------- | -------- |
| цигани           | 119            | 52,9%    |
| турки            | 87             | 38,7%    |
| болгари          | 17             | 7,6%     |
| Всього відповіли | 225            |          |

Розподіл населення за віком у 2011 році:
Динаміка населення: